# Bão Wipha (2025)
Bão Wipha, còn được định danh là bão Crising tại Philippines và Bão số 3 tại Việt Nam, là một xoáy thuận nhiệt đới đang ảnh hưởng đến miền Nam Trung Quốc và miền Bắc Việt Nam sau khi đi qua miền Bắc Philippines, Hồng Kông và Ma Cao vào giữa tháng 7 năm 2025. Là cơn bão được đặt tên thứ sáu của mùa bão Tây Bắc Thái Bình Dương 2025, Wipha xuất phát từ một vùng nhiễu động trên Biển Philippines vào ngày 16 tháng 7 rồi mạnh lên thành một cơn bão nhiệt đới vào ngày 19 tháng 7. Sau đó, Wipha đi qua khu vực phía Bắc đảo Luzon rồi mạnh lên thành một cơn bão nhiệt đới dữ dội trong cùng ngày. Một ngày sau, Trung tâm Cảnh báo Bão Liên hợp và Đài thiên văn Hồng Kông nâng cấp độ của Wipha lên cuồng phong khi nó đang đến gần đồng bằng Châu Giang, mặc dù Cục Khí tượng Nhật Bản vẫn giữ nguyên cấp độ bão nhiệt đới dữ dội. Sau khi di chuyển gần Hồng Kông và Macau mang theo gió và mưa lớn, cơn bão đổ bộ vào Giang Môn, Quảng Đông vào ngày 20 tháng 7 và suy yếu dần rồi tiếp tục di chuyển về phía vịnh Bắc Bộ, Việt Nam.

## Lịch sử khí tượng
Ngày 15 tháng 7, một vùng áp thấp hình thành trong Khu vực trách nhiệm của Philippines (PAR), cách Philippines 1.040 kilômét (650 dặm) về phía Đông. Lúc 08:00 PHT (00:00 UTC) ngày 16 tháng 7, hệ thống này phát triển thành một áp thấp nhiệt đới và được Cục quản lý Thiên văn, Địa vật lý và Khí quyển Philippines (PAGASA) đặt tên là Crising. Trung tâm Cảnh báo Bão Liên hợp (JTWC) phân loại Crising là một áp thấp gió mùa rồi đưa ra cảnh báo hình thành xoáy thuận nhiệt đới. Đến 23:00 PHT (15:00 UTC) cùng ngày, PAGASA bắt đầu phát đi tín hiệu cảnh báo bão ở một số khu vực của Luzon.
Lúc 02:00 PHT (18:00 UTC) ngày 18 tháng 7, Crising được JMA nâng cấp độ thành một cơn bão nhiệt đới và định danh là Wipha. Sau đó, cơn bão di chuyển theo hướng Tây Bắc và đi qua gần khu vực Santa Ana, Cagayan và quần đảo Babuyan, đồng thời tiếp tục mạnh lên. Ngày 19 tháng 7, JTWC cũng nâng cấp độ của áp thấp gió mùa thành cơn bão nhiệt đới 09W. 08:00 PHT (00:00 UTC) cùng ngày, Wipha mạnh lên thành một cơn bão nhiệt đới dữ dội.
Sau đó, JTWC cho biết Wipha đã mạnh lên thành một cơn bão cuồng phong nhỏ do điều kiện môi trường thuận lợi. 17:50 CST (09:50 UTC) ngày 20 tháng 7, cơn bão đổ bộ vào Giang Môn, tỉnh Quảng Đông. Sau đó, Wipha di chuyển chậm lại và suy yếu nhẹ thành một cơn bão nhiệt đới trên khu vực Bắc Hải, Trung Quốc. Tuy nhiên, đến tối ngày 21 tháng 7, cơn bão tiến vào vịnh Bắc Bộ và mạnh lên trở lại, đạt cấp 10 theo Trung tâm Dự báo khí tượng thuỷ văn quốc gia (NCHMF). Khoảng 10:00 ICT ngày hôm sau, Wipha suy yếu dần rồi đổ bộ vào khu vực đất liền các tỉnh Hưng Yên và Ninh Bình của Việt Nam, theo NCHMF cường độ bão khi đổ bộ vào đất liền là cấp 8. Không lâu sau đó, JTWC đưa ra cảnh báo cuối cùng về cơn bão. Ngày 23 tháng 7, JMA cũng hạ Wipha xuống cấp áp thấp nhiệt đới sau khi nó đã đi vào đất liền.

## Ảnh hưởng

### Philippines
Bão Wipha, kết hợp với các cơn bão khác Francisco (tên địa phương là Dante) và Co-may (tên địa phương là Emong), đã góp phần làm tăng cường gió mùa Tây Nam, dẫn đến mưa lớn và gây ra lũ lụt nghiêm trọng ở Philippines. Hậu quả là hơn 7,6 triệu người bị ảnh hưởng, trong đó 193.000 người phải di dời. Hậu quả của mưa lớn cũng đã làm cướp đi sinh mạng của 40 người, bao gồm 9 người ở Metro Manila, 8 người ở Calabarzon, 6 người ở Tây Visayas, 3 người ở Bắc Mindanao, vùng hành chính Cordillera, vùng Negros Island và vùng Ilocos. Ngoài ra, mỗi vùng Trung Luzon, Mimaropa, Bicol và Cagayan Valley có 2 người thiệt mạng, còn Bangsamoro, Davao và Caraga mỗi nơi có 1 người tử vong. Bão cũng khiến 33 người bị thương và 8 người mất tích. Thiệt hại do Wipha gây ra lên tới 19,66 tỷ PHP (399,3 triệu USD). Có 161 tuyến đường và 17 cây cầu bị hư hại, không thể sử dụng. Khoảng 8.466 ngôi nhà bị phá hủy và 64.593 ngôi nhà khác bị hư hại. Mất điện xảy ra ở 76 thành phố và đô thị. Hơn 100 chuyến bay nội địa bị hủy, khiến 8.695 hành khách bị mắc kẹt, trong khi 1.280 hành khách và 118 tàu thuyền bị kẹt lại tại 42 cảng trên toàn quốc.
Tình trạng thiên tai đã được ban bố ở Bataan, Caloocan, Cavite, Dagupan, La Union, Laguna, Las Piñas, Malabon, Marikina, Muntinlupa, Navotas, Negros Occidental, Occidental Mindoro, Oriental Mindoro, Pampanga, Quezon City, Rizal và Valenzuela, và một số khu vực của Antique, Batangas, Bulacan, Palawan, Pangasinan và Tarlac do lũ lụt và sạt lở đất do bão gây ra. Tại Umingan, Pangasinan, tình trạng lũ lụt trở nên trầm trọng hơn do một cửa cống tưới tiêu bị bỏ ngỏ và việc chuyển hướng nước lũ sang các kênh tưới tiêu sau khi một cửa cống ven sông bị chặn lại. Ở Benguet, một vụ sạt lở đá xảy ra trên đường Kennon, khiến hai đoạn đường không thể đi lại được. Một tảng đá lớn bị rơi ra từ sườn núi, phá hủy một chiếc ô tô và đâm vào một ngôi nhà ở Baguio, làm chết một con chó nhà. Tại Buguey, Cagayan, các kho cá trị giá 5 triệu PHP (101.523 USD) đã được chính quyền địa phương thu hoạch và mua lại sau khi mưa lớn ảnh hưởng xấu đến độ mặn của lồng nuôi cá. Trong khi đó, một bến tàu ở San Francisco, Nam Leyte, bị sập một phần. Ba người bị thương trong một sự cố sạt lở đất ở Antique. Hai tàu thuyền va chạm ở Calbayog, Samar, trong khi một sà lan mắc cạn ở Virac, Catanduanes. Có 3 sà lan khác cũng mắc cạn ở Calaca, Batangas. Gió mạnh đã làm đổ một biển quảng cáo và một cột điện trên đại lộ Katipunan ở Quezon City, làm hư hại một số phương tiện. Một cơn lốc xoáy đã làm hỏng một xe ba bánh và phá hủy một túp lều ở Calasiao, Pangasinan. Nước lũ đã nhấn chìm nhà thờ San Agustin, một di sản thế giới được UNESCO công nhận ở Manila.
Hoa Kỳ đã cam kết viện trợ nhân đạo 13,8 triệu PHP (280.203 USD) cho Philippines, được giải ngân thông qua Chương trình Lương thực Thế giới (WFP). Quân đội Hoa Kỳ đã điều máy bay để vận chuyển hàng viện trợ.

### Hồng Kông
Sức gió duy trì (gió mạnh) 171 km/h và giật 234 km/h (gió mạnh cấp 15 giật trên cấp 17) được đo tại Ngong Ping, sức gió duy trì từ cấp 12 trở lên cững đã được ghi nhận tại một số nơi khác tại Hồng Kông như đảo Waglan 138 km/h; đảo Xanh 132 km/h; đảo Trường Châu 127 km/h; Tate's Cairn 126 km/h.
Có tổng cộng 33 người bị thương trong cơn bão và phải đi điều trị, tổn thất kinh tế do bão gây ra là 2 tỷ HKD (255 triệu USD) tại đặc khu hành chính này.

### Ma Cao
140 chuyến bay đã bị hủy và 13 chuyến bay bị lùi lại tại sân bay quốc tế Ma Cao. Năm người cũng bị thương do ảnh hưởng của cơn bão.

### Trung Quốc đại lục
Ảnh hưởng của bão Wipha tại vùng biển và các đảo của tỉnh Quảng Đông, sức gió duy trì ghi nhận tại đảo Quế Sơn (Châu Hải, độ cao nơi quan trắc 172 m so với mực nước biển) là 44,3 m/s (159 km/h) và gió giật 56,7 m/s (204 km/h)–tương ứng với gió mạnh cấp 14 giật cấp 17,một giàn khoan dầu ngoài khơi cửa sông Châu Giang đo được sức gió duy trì 33,6 m/s (121 km/h) và gió giật 46,2 m/s (166 km/h)–tương ứng với gió mạnh cấp 12 giật cấp 15, tại đảo Tam Môn (Huệ Châu) đã ghi nhận gió giật 50,6 m/s (182 km/h)–tương ứng với gió giật cấp 15. Trên đất liền Quảng Đông, tốc gió duy trì trong 10 phút là 35,6 m/s (128 km/h) và tốc độ gió giật là 46,8 m/s (168 km/h)–tương ứng với gió mạnh cấp 12 giật cấp 15 đã được ghi nhận tại Đại Bằng (Thâm Quyến). Lượng mưa cao nhất trên địa bàn Quảng Đông là 427,4 mm tại trấn Mại Trần (Từ Văn). Tại đảo Hải Nam, gió giật cao nhất đo được trên đảo là 33,5 m/s (121 km/h) tại một trạm đo ở thành phố Đam Châu và lượng mưa tại trấn Lâm Thành (Lâm Cao) do bão là 450,9 mm. Tốc độ gió duy trì 32,5 m/s (117 km/h) và gió giật 38,2 m/s (138 km/h) hay gió mạnh cấp 11 giật cấp 13 đã được ghi nhận tại đảo Vi Châu (Quảng Tây).

### Việt Nam

#### Trận dông ngày 19 tháng 7 năm 2025 và sự liên quan tới bão Wipha
Vào lúc 11:45 và 13:30 (giờ Việt Nam) ngày 19 tháng 7, Đài Khí tượng Thuỷ văn tỉnh Quảng Ninh đã phát tin cảnh báo hiện tượng thời tiết nguy hiểm như dông, lốc, sét, mưa đá và mưa lớn cục bộ trên địa bàn tỉnh. Trận mưa dông xảy xa vào chiều ngày 19 được gọi là "siêu dông" khi cơn bão Wipha còn cách vịnh Hạ Long trên 1000km. Vụ lật tàu Vịnh Xanh 58 xảy ra lúc 13:45 cùng ngày do dông lốc bất ngờ khiến 39 người tử vong. Tại tỉnh Phú Thọ, gió to và mưa lớn đã làm một người thiệt mạng và gây hư hại cho 304 ngôi nhà, 9 trường học, 1 cơ sở y tế và 1 tòa nhà hành chính. Tỉnh Lạng Sơn ghi nhận một người thiệt mạng và 165 tòa nhà bị hư hại. Tại Hà Nội, 941 cây cối bị gãy đổ, gây ảnh hưởng đến giao thông. Tại tỉnh Nghệ An, dông lốc cũng xảy ra trên địa bàn tỉnh mà theo báo và đài phát thanh truyền hình Nghệ An là do ảnh hưởng của bão khiến một người đàn ông thiệt mạng do cây đổ. Tại tỉnh Thái Nguyên, một người thiệt mạng do tường đổ, một người khác bị thương và 261 ngôi nhà bị hư hại. Tỉnh Cao Bằng cũng ghi nhận 40 ngôi nhà bị hư hại. Tại tỉnh Hà Tĩnh, hai ngư dân được báo cáo là mất tích, 58 tàu thuyền bị đắm và 154 ngôi nhà bị hư hại.
Mặc dù một số thông tin cho rằng trận dông lốc là do ảnh hưởng của bão Wipha, nhưng ông Mai Văn Khiêm là Giám đốc Trung tâm Dự báo khí tượng thủy văn quốc gia phủ nhận sự liên quan của trận mưa dông này với bão Wipha.

#### Ảnh hưởng của gió bão Wipha và mưa lớn trong và sau bão
Gió mạnh đã được ghi nhận tại một số nơi trên đất liền Việt Nam. Gió mạnh từ cấp 9 đến cấp 10 đã được ghi nhận tại một số nơi trên địa bàn tỉnh Quảng Ninh như Cửa Ông gió mạnh cấp 10 giật cấp 12, Tiên Yên gió mạnh cấp 10 giật cấp 14, Quảng Hà gió mạnh cấp 9 giật cấp 11. Một số nơi trên địa bàn các tỉnh Hưng Yên, tỉnh Ninh Bình cũng có gió mạnh cấp 8. Từ ngày 19 đến ngày 22 tháng 7, một đợt mưa lớn đã diễn ra tại Bắc Bộ do ảnh hưởng của bão và sau đó là một dải hội tụ nhiệt đới gây ra, lượng mưa trong thời gian phổ biến từ 150mm đến 230mm, ghi nhận một số địa điểm có lượng mưa cao hơn như  Sông Mã (Sơn La) 373mm, Mai Châu (Phú Thọ) 290mm, Văn Lý (Ninh Bình) 422mm, Nam Định (Ninh Bình) 288mm. Tại một số trạm quan trắc ở Ninh Bình, Thanh Hoá và Nghệ An, lượng mưa trong ngày 22 tháng 7 đã phá kỉ lục lượng mưa trong ngày của tháng bảy cao nhất lịch sử như tại Sầm Sơn (Thanh Hoá) đạt 430,5mm; Quỳ Châu (Nghệ An) đạt 259,1mm; Văn Lý (Ninh Bình) đạt 207,5mm. Hiện tượng triều cường xuất hiện ở Hải Phòng, kết hợp với mưa lớn khiến nhiều khu vực bị ngập úng cục bộ. Tại Hưng Yên, triều cường cũng đã được ghi nhận kết hợp với mưa lớn khiến nước dâng cao gây ra sự cố tràn bờ đê và làm ngập úng hàng nghìn ha lúa mùa và đầm hồ thủy sản tại vùng ven biển. Tại Ninh Bình, có 1.062 ngôi nhà bị ngập, thiệt hại trên 40 nghìn ha lúa và hoa, rau màu và một số thiệt hại khác với tổng thiệt hại kinh tế là 386 tỷ đồng (15,3 triệu USD).  Hoàn lưu bão gây mưa lớn trên diện rộng tại Nghệ An từ đêm ngày 21 đến ngày 25 tháng 7 dẫn đến hiện tượng lở đất và lũ quét làm 4 người chết; 4 người bị thương; 450 nhà bị sập, cuốn trôi hoặc bị vùi lấp hoàn toàn; 5.426 ngôi nhà bị ngập sâu; trên 3 nghìn ha lúa, trên 3 nghìn ha rau màu và gần 1 nghìn ha rừng bị đổ, gãy; gần 60 nghìn con gia cầm, trên 1,3 nghìn con gia súc bị chết hoặc bị mất tích và nhiều thiệt hại vật chất khác. Tổng thiệt hại kinh tế tại Nghệ An ước tính 3.767 tỷ đồng (149,3 triệu USD), trong đó thiệt hại về nhà ở là 1.545 tỷ đồng, thiệt hại về giao thông là 1.390 tỷ đồng. Trận lũ đặc biệt lớn xảy ra ở lưu vực hồ chứa thủy điện Bản Vẽ, Nghệ An được đánh giá là "5.000 năm xảy ra một lần". Bão và mưa lũ cũng khiến 1 người bị thương ở Thanh Hoá.

### Thái Lan
Bão Wipha đã gây ra gió mạnh và mưa lớn ở Thái Lan vào ngày 20 và 2 du khách Trung Quốc đã thiệt mạng tại các tỉnh Phuket và Krabi vào ngày này.

## Thống kê những tổn thất
| Quốc gia    | Tử vong | Bị thương | Mất tích | Chi phí thiệt hại (USD) |
| ----------- | ------- | --------- | -------- | ----------------------- |
| Philippines | 40      | 33        | 8        | 399,3 triệu             |
| Đài Loan    | 1       | 0         | 0        | Không rõ                |
| Hồng Kông   | 0       | 33        | 0        | 255 triệu               |
| Macau       | 0       | 5         | 0        | Không rõ                |
| Trung Quốc  | 0       | 0         | 0        | Không rõ                |
| Việt Nam    | 4       | 5         | 0        | 164,6 triệu             |
| Thái Lan    | 2       | 1         | 0        | Không rõ                |
| Myanmar     | 4       | 0         | Không rõ | Không rõ                |
| Tổng cộng   | 51      | 77        | 8        | 819 triệu               |

Ghi chú về số liệu
1. ↑  Thiệt hại được tính là do bão Wipha, Francisco, Co-may và gió mùa Tây Nam. Hiện chưa có thông tin nào về việc tách biệt thiệt hại do các cơn bão gây ra với nhau.
2. ↑  Hiện chưa có báo cáo nào về thiệt hại tại Trung Quốc đại lục.
3. ↑  Số liệu từ các báo cáo chính thức tại Việt Nam. Ông Mai Văn Khiêm, Giám đốc Trung tâm Dự báo khí tượng thủy văn quốc gia phủ nhận sự liên quan của trận mưa dông ngày 19 tháng 7 làm 39 người chết ở Quảng Ninh, 1 người chết ở Hoà Bình, 1 người chết ở Lạng Sơn, 1 người chết ở Nghệ An, 1 người chết ở Thái Nguyên, 2 người mất tích trên biển ở Hà Tĩnh với cơn bão.